# Jan Christian Sahl
Jan Christian Sahl (* 1979) ist ein deutscher Jurist, Hochschullehrer und Social Entrepreneur.

## Leben
Sahl absolvierte das Abitur in Wiesbaden und leistete seinen Zivildienst in einer Einrichtung für geistig behinderte Menschen in Belgien ab. Er studierte im Anschluss Volkswirtschaftslehre und Rechtswissenschaften an der Universität Bonn und arbeitete während seines Studiums am dortigen Institut für Kirchenrecht. Es folgten das Erste sowie das Zweite Juristische Staatsexamen. Nach einer Tätigkeit für den Wissenschaftlichen Dienst des Deutschen Bundestages sowie für die Unternehmensberatung Ernst & Young arbeitete Sahl von 2011 bis 2017 als Lobbyist für den Bundesverband der Deutschen Industrie (BDI) und war dort u. a. mit Tabak-, Patent- und Digitalpolitik befasst. Er unterrichtet seit 2012 an der Humboldt-Universität zu Berlin und der Hochschule für Wirtschaft und Recht als Lehrbeauftragter für Staats- und Verwaltungsrecht. 2018 wurde er von der Juristischen Fakultät der Humboldt-Universität mit einer von Christian Waldhoff betreuten verfassungs- und europarechtlichen Arbeit promoviert. Er ist seit 2022 Professor für Öffentliches Recht an der Hochschule des Bundes für öffentliche Verwaltung.

## Politische Arbeit
Ende 2017 verließ Sahl den BDI und gründete mit Unterstützung von ehemaligen Spitzenpolitikern wie Norbert Lammert oder Brigitte Zypries die gemeinnützige Organisation welobby, da nach eigener Aussage „andere Gruppen es viel nötiger hätten, dass sich Lobbyisten für sie einsetzen.“ Die Organisation vertritt nichtkommerzielle Interessen, die von Bürgern und kleinen NGOs vorgeschlagen werden können.
Sahl gehört außerdem zum Gründungsteam von HateAid, einer 2018 gegründeten Organisation zur Bekämpfung von Hass im Netz.